# 軍旗はためく下に
『軍旗はためく下に』（ぐんきはためくもとに）は、結城昌治による日本の連作短編小説。第六十三回直木賞受賞作。
『中央公論』にて連載され、1970年に中央公論社より刊行された。1972年に深作欣二監督によって映画化された。

## 収録作品
- 敵前逃亡・奔敵
- 従軍免脱
- 司令官逃避
- 敵前党与逃亡
- 上官殺害

## あらすじ
「敗戦後二十数年が経ち、回顧録を作るため様々な軍関係者から話を聞いている」という形式で物語が綴られる。

章題には陸軍刑法で死刑と定められた罪名が使われている。
あとがきによると、モデルになった事件は実在するが地名は架空のものに置き換えている。
敵前逃亡・奔敵
吃音気味で臆病な性質の小松伍長は、ある時期を境に急に勇敢になった。小松伍長は占領地の村落に通うようになり、行方不明になる。その村には伍長が好きになった女がいたとわかり、生死不明のまま敵前逃亡と記録されてしまうが……。

従軍免脱
自傷を怪我だと偽り従軍を免れようとしたとして矢部上等兵は死刑となった。しかし彼のことを思い出して語り合う内に、矢部はある目的で自傷行為を行い、そのせいでえん罪をかけられたのではと思い始める。

司令官逃避
部隊を守るために退避命令を出した中隊長が、上官から「なぜ死ぬまで戦わないのか」と滅多打ちにされる。隊を離れた戸田は街で中隊長は軍法会議で死刑になるという噂を聞く。戸田は戦地を彷徨い歩き、やがて中隊がいた場所に辿り着くが……。

敵前党与逃亡
馬淵軍曹は敵前逃亡により処刑されたと思われていたが、軍法会議にかけられた証拠は何一つなかった。死の真相を突き止めるため多くの関係者に話を聞くが、皆の言い分はバラバラで馬淵軍曹の人物像も二転三転。まるで藪の中のように真実は混迷していく。

上官殺害
些細なことで部下を殴り、絶食させて栄養失調にするなど暴虐の限りを尽くす小隊長がいた。仲間が何人も死に耐えかねた数名の兵が小隊長を殺害、事故死に見せかける。敗戦後、捕虜となった兵が罪を告白、軍法会議で上官の横暴を訴えたが……。

## 映画
東宝、新星映画社の製作、東宝の配給により1972年3月12日に公開された。

### 概要
原作の『敵前党与逃亡』『上官殺害』をもとに一本の話に纏めている。
原作では二作ともバースアイランド島という仮の地名に置き換えた「ソロモン諸島に属するが、そこだけ英国領ではなく豪州領の島」での出来事だったが映画では単にニューギニアとなっている。

### あらすじ
昭和46年8月15日。元陸軍軍曹、富樫勝男の未亡人である富樫サキエは厚生省援護局を訪れた。なんら裏付けのないまま「敵前逃亡」とされ処刑された亡夫の死の真相を明らかにするためである。
終戦後、毎年8月15日に彼女は厚生省に訪れ不服申立書を提出していた。
涙ながらに事情を語るサキエに担当者は、亡夫の所属していた部隊の生存者に出した照会に応じなかった元将兵が4名いた事実を伝える。
サキエは彼らを追求する。そこで明かされたのは、飢餓、友軍相殺、人肉食、捕虜惨殺、上官殺害と凄惨なものだった。しかし亡夫はなぜ処刑されたのか、明確な証言は得られない。
やがて明らかになった亡夫の処刑の真相は…。

### スタッフ
- 監督：深作欣二
- 脚本：新藤兼人、長田紀生、深作欣二
- 原作：結城昌治
- 製作：松丸青史、時実象平
- 撮影：瀬川浩
- 美術：入野達弥
- 音楽：林光
- 録音：大橋鉄矢
- 照明：平田光治
- 編集：浦岡敬一

### キャスト
- 富樫勝男：丹波哲郎
- 富樫サキエ（妻）：左幸子
- 富樫トモ子（娘）：藤田弓子
- 寺島継夫：三谷昇
- ポール・槙：ポール牧
- 超智信行：市川祥之助
- 超智信行の妻：中原早苗
- 秋葉友幸：関武志
- 大橋忠彦：内藤武敏
- 千田武雄：中村翫右衛門
- 後藤少尉：江原真二郎
- 堺上等兵：夏八木勲
- 堺上等兵の妻：藤里まゆみ
- 小針一等兵：寺田誠
- 厚生省課長：山本耕一